# Pierre Edmond Boissier
Pierre Edmond Boissier, född 25 maj 1810, död 25 september 1885, var en schweizisk botaniker, upptäcktsresande och matematiker. Han var bror till Valérie de Gasparin och far till Caroline Barbey-Boissier.
Boisser företog i botaniskt syfte flera resor till Spanien, Grekland, Turkiet, Palestina, Syrien och en del av Arabien liksom till Egypten och Algeriet.
Han framlade sina iakttagelser och upptäckter i flera arbeten, bland annat Voyage botanique dans le midi de l'Espagne pendant l'année 1837 (två volymer, 1839–1845), Diagnoses plantarum novarum præsertim orientalium (tre volymer, 1842–1859), Icones euphorbiarum (1866) och Flora orientalis (sex volymer, 1867–1888). Det sistnämnda räknades som ett av samtidens främsta floristiska arbeten. Boissier skrev i Alphonse Pyrame de Candolles Prodromus monografier över familjen Plumbaginaceæ och Euphorbiaceæ.
Auktorsnamnet Boiss. kan användas för Pierre Edmond Boissier i samband med ett vetenskapligt namn inom botaniken; se Wikipediaartiklar som länkar till auktorsnamnet.